# ویتال هینن
ویتال هینن (انگلیسی: Vital Heynen) (زاده ۱۲ ژوئن ۱۹۶۹) بازیکن سابق و مربی والیبال اهل بلژیک است. 
ویتال هینن در آغاز مربی گری خود تا سرمربی تیم نولیکو مازک شد و توانست این تیم را به پنج قهرمانی در لیگ برتر و جام حذفی بلژیک برساند. هینن همچنین با هدایت خود در سال ۲۰۰۸ نایب قهرمانی و در ۲۰۱۰ سومی لیگ قهرمانان اروپا را برای نولیکو مازک به دست آورد. وی در سال ۲۰۱۲ به زراعت بانک آنکارا پیوست و در دسامبر ۲۰۱۳ به عنوان سرمربی جدید بیدگوشچ انتخاب شد. هینن در در فوریه ۲۰۱۲ سرمربی آلمان شد و ژرمن‌ها را به مدال برنز قهرمانی جهان ۲۰۱۴ رساند و این نتیجه او مورد توجه قرار گرفت.
هینن در سال ۲۰۱۸ به عنوان سرمربی لهستان قراردادی ۲ ساله با فدراسیون والیبال لهستان به امضا رسانید. وی با تیم ملی لهستان به عنوان قهرمانی جهان ۲۰۱۸ رسید. هنین در ادامه مسیر موفق خود با لهستان در سال ۲۰۱۹ نیز با تیم ملی لهستان مقام نایب قهرمانی جام جهانی، مدال برنز لیگ ملت‌ها و مقام سومی قهرمانی اروپا را به دست آورد. تیم ملی لهستان در سال ۲۰۲۱ نیز با هدایت هنین مدال نقره لیگ ملت‌ها و برنز قهرمانی اروپا را از آن خود کرد. وی با تیم اشتوتگارت فریدریشس‌هافن به عنوان پنجمی لیگ قهرمانان والیبال اروپا رسید. وی در آخرین فعالیت باشگاهی خود به عنوان سرمربی به مدت دو سال از سال ۲۰۱۹ تا ۲۰۲۱ هدایت اومبریا پروجا را بر عهده داشت که پروجا موفق به کسب سوپرکاپ ایتالیا شد.